# Tintinnida
I tintinnidi sono un ordine di protisti caratterizzati dalla presenza di macro e micronuclei e di una capsula gelatinosa, la lorica, con struttura alveolare, contenente concrezioni estranee. 
La lorica lunga da 50 μ-1 mm, è distinta in una parte orale superiore e una parte aborale inferiore, spesso fornita di appendice caudale. Presso l'apertura orale si può trovare un collare rivolto verso l'esterno o l'interno. 
Abbondantemente rappresentati nel plancton di tutti i mari sia in vicinanza delle coste sia in mare aperto. Tra i generi più noti vi sono Calpionella, Calpionellites, Tintinnopsella e Amphorellina.
I primi resti di Tintinnidi, descritti in sezione sottile, risalgono all'Ordoviciano inferiore, ma la loro grande esplosione avviene nella Tetide durante il Giurassico superiore e Cretaceo inferiore (facies a Calpionella).